# LHS 1140 b
LHS 1140 b è un esopianeta in orbita all'interno della zona abitabile conservativa della nana rossa LHS 1140. Scoperto nel 2017 attraverso il progetto MEarth, LHS 1140 b ha una massa quasi 6 volte maggiore e un raggio oltre il 70% più grande rispetto alla Terra; era stato inserito nella categoria dei pianeti considerati come Super Terre, tuttavia studi più recenti suggeriscono che si tratti di un mininettuno o di un pianeta oceanico.
LHS 1140 b dista da noi solo 40 anni luce e transita davanti alla sua stella, rendendolo un ottimo candidato per studiare la sua atmosfera con i più grandi telescopi terrestri e quelli spaziali, in particolare con il telescopio spaziale James Webb, il cui lancio è avvenuto il 25 dicembre del 2021.

## Caratteristiche

### Massa e raggio
LHS 1140 b è stato rilevato utilizzando sia il metodo della velocità radiale che quello del transito. Per questo motivo, LHS 1140 b è uno dei pochissimi esopianeti potenzialmente abitabili con una massa e un raggio ben determinati, gli altri conosciuti si trovano intorno a TRAPPIST-1. Il raggio del pianeta è di 1,73 R⊕, equivalente a circa 11,000 km. È uno dei valori di raggio più piccoli per qualsiasi pianeta potenzialmente abitabile.

### Orbita e temperatura
L'orbita di LHS 1140 b richiede 24,737 giorni circa per essere completata, battendo il periodo di rivoluzione della Luna, che è di 27,32 giorni. Il suo raggio orbitale è di 0,0936 AU, o 14 milioni di chilometri, ossia il 9% della distanza tra la Terra e il Sole. Anche se è abbastanza vicino, la stella LHS 1140 è così debole che il pianeta riceve solo il 50% del flusso incidente della Terra. Con un'albedo di 0, LHS 1140 b ha una temperatura di equilibrio media di 230 K (−43 °C; −46 °F), rispetto a quella della Terra a 255 K (−18 °C; −1 °F). Se LHS 1140 b avesse un'albedo simile a quello terrestre, la temperatura sarebbe ancora più bassa. Come molti altri pianeti potenzialmente abitabili, l'orbita di LHS 1140 b è piuttosto circolare: l'eccentricità è misurata essere inferiore a 0,29 con una confidenza del 90% e la circolarità dell'orbita non può essere spiegata dalle maree stellari, quindi si presume che sia la stessa dalla nascita del pianeta.

### Composizione interna
Inizialmente si credeva che il pianeta avesse una densità estremamente elevata intorno a 12,5 g/cm³, una delle più alte mai osservate per un pianeta roccioso e oltre il doppio della densità della Terra, con un nucleo di ferro-nichel che occupava fino al 75% del pianeta. Le stime successive hanno portato alla scoperta di una densità inferiore di 7,82 (+ 0,98/- 0,88) g/cm³ e una frazione di massa del nucleo inferiore del 45 ± 10%. Per fare un confronto, il nucleo della Terra comprende circa il 32,5% della sua massa.
Secondo i modelli di formazione, il pianeta contiene acqua (~ 4%), suggerendo che potrebbe essere un pianeta oceanico, con vapore acqueo rivelato nell'atmosfera, avente una profondità media di 779±650 km.

## Abitabilità
LHS 1140 b si trova all'interno della zona abitabile, una regione attorno a una stella dove le temperature sono giuste per permettere la presenza di acqua allo stato liquido che si può accumulare sulla superficie, data una pressione atmosferica sufficiente. La temperatura di equilibrio di LHS 1140 b è piuttosto bassa, circa 226 K, ma sfruttando l'effetto serra, LHS 1140 b avrebbe una temperatura superficiale maggiore di 266 K (−7 °C; 19 °F), nel caso avesse un effetto serra paragonabile a quello terrestre, e di 296 K (23 °C; 73 °F) se avesse l'effetto doppio di quello terrestre, dando così la possibilità di abitarvi. Tuttavia a causa dell'elevata massa del pianeta, probabilmente l'atmosfera potrebbe addensarsi con un effetto serra più potente. Inoltre, la sua  stella è scarsamente attiva implicando che l'erosione atmosferica non sarà molto elevata, il che consentirebbe al pianeta di conservare la sua atmosfera per tempi molto lunghi.
Uno studio del 2023 indica che il pianeta potrebbe essere un nano gassoso, con un'atmosfera ricca di elementi leggeri come idrogeno ed elio, oppure un pianeta oceanico; nel secondo caso, trovandosi all'interno della zona abitabile, potrebbe avere condizioni che consentano lo sviluppo di qualche forma di vita, fatto da escludere per i mininettuno che sono privi di una superficie definita.
In un ulteriore studio della NASA pubblicato alla fine del 2023, sono stati presi in considerazione alcuni pianeti che hanno all’incirca le dimensioni della Terra ma meno densi. Nonostante la composizione chimica di questi pianeti sia ancora sconosciuta, basandosi sulla stima della loro densità, si ipotizza che potrebbero avere oceani di acqua al di sotto di calotte di ghiaccio superficiali invece di roccia, che risulterebbe più densa. In questo caso, lo spessore stimato dello strato di ghiaccio superficiale su LHS 1140 b è stato calcolato essere di circa 1,6 chilometri.